# Digby Smith
Digby Smith, né le 1er janvier 1935 à Aldershot, Hampshire et mort le 9 janvier 2024 à Thetford, est un historien militaire britannique, particulièrement connu pour ses contributions sur les guerres napoléoniennes ; il a aussi écrit sous le nom de plume : Otto von Pivka.

## Biographie
Fils d'un militaire de carrière britannique, il naît dans le Hampshire, en Angleterre, mais passe une bonne part de son enfance et de sa jeunesse en Inde et au Pakistan. Il commence son entraînement dans l'armée dès seize ans. Il est ensuite membre du Royal Corps of Signals, et est affecté à divers endroits tenus par l'Armée britannique du Rhin.
Après sa carrière dans le Signal Corps, il prend sa retraite de l'armée et se met au commerce des gilets pare-balle, puis travaille dans l'industrie des télécommunications. Après quoi il prend sa retraite, vit un peu à Hanau, en Allemagne, puis revient en Grande-Bretagne.
Écrivant d'abord sous le nom de plume, Otto von Pivka, il a ensuite écrit une douzaine de livres sous son vrai nom, et ses œuvres sont considérées comme des références par les passionnés des guerres de la Révolution française et des guerres napoléoniennes.

### Origines familiales
Il naît le 15 janvier 1935 à l'hôpital militaire Louise Margaret d'Aldershot, Hampshire. Son père, George Frederick Smith, est caporal dans le régiment de transmission (Signals Regiment) de la 2e division d'infanterie. En 1937, il est affecté au régiment de transmission de la 9e division d'infanterie en Inde, à Quetta, dans le Balouchistan, près de la frontière avec l'Afghanistan. Les conditions de vie sont rustiques, car un tremblement de terre a dévasté la région en 1935, et les installations sont sous tente.
Au début de la guerre de 1939, son père est affecté en Malaisie britannique, et résiste à l'invasion japonaise près de Kota Baru. Capturé à Singapour, il fait partie des 60 000 prisonniers de guerre alliés qui ont construit la voie ferrée Siam-Birmanie.
En 1942, revient à Aldershott, et est envoyé à l'école primaire, où il obtient une place à la Farnborough Grammar School. Après la guerre, au cours d'un autre séjour en Inde et au Pakistan, la famille va jusqu'à Rawalpindi (Pakistan). Son père est alors major, et affecté au corps des transmissions pakistanais. L'adolescent de treize ans se forme auprès des institutions pakistanaises, et y acquiert sa première formation en électronique.

### Carrière militaire
En 1950, il revient en Angleterre, pour vite abandonner la Farnborough Grammar School et entrer dans l'armée comme apprenti en techniques de télécommunications à 16 ans. Il reçoit un complément de formation à Minden en 1954 comme technicien de 3e classe. Après un séjour de six mois à Constance, dans l'usine Pintsch Electro Radio, il retourne à Duisbourg, où il rencontre son épouse.
En 1960 le centre de sélection du war office l'envoie à l'école des cadets de Mons, à Aldershot, et il est affecté comme lieutenant au 10e régiment de transmission, posté à Krefeld, en Rhénanie-du-Nord-Westphalie, en Allemagne. En 1961, il est affecté au Royal Corps of Signals, et fair partie de la British Army of the Rhine. Il en profite pour apprendre l'allemand et s'intéresse à l'histoire militaire des anciens états allemands du saint-Empire romain germanique.
C'est par hasard qu'il se penche sur l'époque napoléonienne, quand on lui demande une recherche sur les Bradbury Barracks de Krefeld. Sa recherche le mène au 2e Hussards de Westphalie, puis aux Uhlans du Duché de Berg. Ce régiment haut en couleur avait été fondé par Joachim Murat, roi de Naples et maréchal de France sous Napoléon.
En 1965, il est transféré au Royal Army Ordnance Corps, et se consacre à l'informatique et à la logistique. En 1970–1972, il se forme auprès de l’académie de commandement de la Bundeswehr près de Hambourg.

### Après la vie militaire
Après un bref temps de service au ministère de la Défense (Whitehall), il prend sa retraite de l'armée; il vend des gilets pare-balle à la police allemande, confrontée alors à la bande à Baader ainsi qu'à d'autres groupuscules terroristes.
En 1981, il se tourne vers les marchés de l'informatique et des télécommunications, ce qui le mène en Allemagne, en Arabie saoudite et à Moscou.
durant son long séjour à Moscou (7 ans), il fait plusieurs excursions sur le site de Borodino, et recueille du matériel pour son Napoleonic Wars Data Book.
Depuis 1995, il s'est consacré à plein temps à l'histoire militaire ce qu'il avait déjà commencé à publier chez Osprey Military Publishing sous le nom de plume Otto von Pivka.

### Vie conjugale et familiale
Il épouse Rita Prime en 1961, dont il a trois enfants. Il divorce en 1984, pour épouser une infirmière, Edna Bluck, rencontrée en Arabie saoudite.

## Ses écrits
Ses premiers travaux chez Osprey series, Men at War, avaient déjà attiré l'attention des passionnés de l'époque napoléonienne ; il publie alors Napoleonic Wars Data Book chez Greenhill : un travail monumental de 582 pages, résultat de 20 ans de recherches, où il rapporte toutes les données sur presque tous les combats des guerres de la Révolution française et des guerres napoléoniennes, soit près de 2000 affrontements, tant en Europe, qu'en Égypte, en Palestine, ou en Syrie. Ce travail de taille encyclopédique est reconnu comme une référence de base sur les batailles napoléoniennes.
Le Data Book a fait la réputation de Digby Smith comme passionné de Napoléon, mais pas forcément comme d'un scientifique. par exemple, son 1813 Leipzig a été critiqué comme manquant de recul par rapport aux récits de première main.
Son récent Charge présente la constitution et l'entraînement des unités montées, puis considère 13 batailles où la cavalerie a été l'élément décisif : Austerlitz, Eylau, Borodino, Albuera, Marengo, et Waterloo, Liebertwolkwitz et Mockern, ainsi que les raids alliés en France en 1813.

### Sous le nom de plume d'Otto von Pivka
- Pivka, Otto von. The Black Brunswickers. London: Osprey, 1973.
- Pivka, Otto von. The Armies of Europe To-Day. Berkshire: Osprey, 1974.
- Pivka, Otto von. Napoleon's Polish Troops. 1974.
- Pivka, Otto von. The King's German Legion. Men-at-arms series. Reading: Osprey Publishing, 1974.
- Pivka, Otto von, and Michael P. Roffe. Napoleon's German Allies. Reading: Osprey Publishing, 1975.
- Pivka, Otto von, and M. Roffe. Spanish Armies of the Napoleonic Wars. London: Osprey, 1975.
- Pivka, Otto von, and M. Roffe. Napoleon's German Allies (1). Westfalia and Kleve-Berg. London: Osprey, 1975. Édition allemande : (de) Pivka, Otto von, and Michael Roffe. Napoleons Verbündete in Deutschland 1, Westfalen und Kleve-Berg / Michael Roffe (Farbtaf.). Bonn: Wehr und Wissen, 1979.
- Pivka, Otto von, and G. A. Embleton. Napoleon's German Allies 2 Nassau & Oldenburg. Men-at-arms series, 43. London: Osprey Pub, 1976. Édition allemande : (de) Pivka, Otto von, and Gerry A. Embleton. Napoleons Verbündete in Deutschland 2, Nassau und Oldenburg / G. A. Embleton (Farbtaf.). Bonn: Wehr und Wissen, 1979.
- Pivka, Otto von. Napoleon's German Allies (2). Nassau and Oldenburg. London: Osprey, 1976.
- Pivka, Otto von. Armies of 1812. Vol.1, The French Army Including Foreign Regiments in French Service and the Confederation of the Rhine. Cambridge: Stephens, 1977.
- Pivka, Otto von. The Portuguese Army of the Napoleonic Wars. Men-at-arms series. London: Osprey, 1977.
- Pivka, Otto von. Armies of 1812. Cambridge: Stephens, 1977.
- Pivka, Otto von. Napoleon's Italian and Neapolitan Troops. London: Osprey Publishing, 1979.
- Pivka, Otto von. Armies of the Napoleonic Era. Newton Abbey: David & Charles, 1979.

### Publié sous le nom de Digby Smith
- Smith, Digby George, and Angus McBride. The British Army, 1965–80: Combat and Service Dress. Men-at-arms series. London: Osprey Publishing, 1977.
- Smith, Digby George. Army Uniforms Since 1945. Poole [Eng.]: Blandford Press, 1980.
- Smith, Digby George. The Greenhill Napoleonic Wars Data Book. London: Greenhill Books, Mechanicsburg, PA: Stackpole Books, 1998.  (ISBN 1-85367-276-9)
- Smith, Digby George. Borodino. Moreton-in-Marsh, Gloucestershire: Windrush, 1998.
- Smith, Digby George. Napoleon's Regiments: Battle Histories of the Regiments of the French Army, 1792–1815. London: Greenhill Books, 2000.
- Smith, Digby George. 1813: Leipzig : Napoleon and the Battle of the Nations. London: Greenhill books, 2001. Édition polonaise : (pl) Smith, Digby George, and Mariusz Olczak. Lipsk 1813. Seria Napoleońska. Gdańsk: Finna, 2005.
- Smith, Digby George. Armies of 1812: The Grande Armée and the Armies of Austria, Prussia, Russia and Turkey. Staplehurst: Spellmount, 2002.
- Smith, Digby George. Charge!: Great Cavalry Charges of the Napoleonic Wars. London: Greenhill, 2003.
- Smith, Digby George. Navies of the Napoleonic Era. Atglen, PA: Schiffer Pub, 2004.
- Smith, Digby George. Napoleon against Russia: A Concise History of 1812. Barnsley: Pen & Sword Military, 2004.
- Smith, Digby George. Armies of the Napoleonic Era. Atglen, PA: Schiffer Pub, 2004.
- Smith, Digby George. The Prussian Army to 1815. Atglen, PA: Schiffer Pub, 2004.
- Smith, Digby George. Uniforms of the Napoleonic Wars. London: Lorenz, 2005.
- Smith, Digby George. The Decline and Fall of Napoleon's Empire: How the Emperor Self-Destructed. London: Greenhill Books [u.a.], 2005.
- Smith, Digby George, and Jeremy Black. An Illustrated Encyclopedia of Uniforms of the Napoleonic Wars: An Expert, in-Depth Reference to the Officers and Soldiers of the Revolutionary and Napoleonic Period, 1792–1815. Illustrated encyclopaedia. London: Lorenz, 2006.
- Smith, Digby George. Armies of 1812: The Grand Armée and the Armies of Austria, Prussia, Russia and Turkey. Staplehurst: Spellmount, 2007.
- Smith, Digby George, Kevin F. Kiley, and Jeremy Black. An Illustrated Encyclopedia of Uniforms from 1775–1783, the American Revolutionary War: An Expert Guide to the Uniforms of the American Militias and Continental Army, the Armies and Navies of Great Britain and France, German and Spanish Units, and American Indian Allies. London: Lorenz Books, 2008.

## Sources
- (en) Cet article est partiellement ou en totalité issu de l’article de Wikipédia en anglais intitulé « Digby Smith » (voir la liste des auteurs).